# Свети Никола (Куманово)
Вижте пояснителната страница за други значения на Свети Никола.
„Свети Никола“, известна като Стара църква (на македонска литературна норма: „Свети Никола“), е православна църква в град Куманово, Северна Македония, катедрала на Кумановско-Осоговската епархия на Македонската православна църква – Охридска архиепископия. Разположена е на улица „Димитър Влахов“ № 40. Защитена е като паметник на културата.
Църквата е една от най-старите запазени сгради в града. Започва да се строи в 1843 година по инициатива на Георги Борозанов с помощта на първенците Иван Борозанов, Тасо Новоселски, Димитър Караманов, Гийо Чоробенски, поп Нешо и брат му и други. Строежът ѝ е завършен е в 1851 година от видния дебърски майстор Андрей Дамянов на мястото на стара вкопана църквичка. Представлява монументална трикорабна сграда с камбанария над нартекса на западната страна и триделна апсида на източната. Има каменни релефни украси. Отвътре на западната, южната и северната страна има галерия на кат, в която функционира галерия на икони. Отвън в долните зони има покрит отворен трем на колонади от аркадно свързани колони.
Големите олтарни икони са изписана в 1854 година от Дичо Зограф, като неговите стенописи са запазени в сводовете в четирите слепи купола. Според друг източник в 1854 г. горните партии на църквата са изписани от Николай Михайлов и тайфата му, като в църквата има и две икони дело на Николай.
От 1969 до 1972 година са по-новите фрески със сцени от Големите празници на южната стена, подписани от К. Р. Кръсте. Църквата е забележителна с високия си представителен иконостас с три реда икони, резбовани царски двери и резбован, позлатен голям кръст с разпятие на върха. Резбовани са и амвонът и владишкият трон от 1892 година.
В църквата са запазени икони от Коста Кръстев, нарисувани в 1856 година. Иконата му на Свети Никола е от 1855 г. Има икони от Дичо Зограф, Димитър Папрадишки (1937-1938), Вено Костов и Зафир Зограф. Три са иконите на Вено Зограф - тази на Светите братя Кирил и Методий е надписана „Изъ рȢки Вено Зѡ“, иконата на Свети Антоний Велики и Атанасий Велики е надписана „Приложиша еснафъ абачиски на 1873 изъ рȢки Вено Зѡ“, иконата на Свети Никола има надпис „Приложи со рȢкою г папа Димитрiѧ iкономъ, на 1868, изъ рȢки Вено Зѡ“. На колоната на амвона в храма има надпис „Изъ рȢкi маiсторъ Мiтре i Илиiа i Вено изъ Деборъ“. Майстор Митре може би е братовчедът на Вено Димитър Яковов Мауровски. В църквата Йосиф Мажовски изписва иконата „Въведение на Богородица и други светии“, която датира от втората половина на XX век.
Възпоменателният надпис над главния вход е изчукан. Запазени са някои други. На колоната на амвона пише „Гiѡро Ивановъ, Геѡргiѧ Ивановъ, Петре Зратановъ, Рiсто попъ Тасовъ, Геѡргiѧ Димiтровъ Апостоловъ i Стаменко Ристовъ“ и още един подобен надпис. На владишкия трон има надпис, но е запазена само годината „1898 м ноември 13 д.“, а имената са изтрити.